# روبرت لويل ميلر جونيور
روبرت لويل ميلر جونيور (بالإنجليزية: Robert Lowell Miller Jr.)‏ هو محامي وقاضي أمريكي، ولد في 1950 في ساوث بند في الولايات المتحدة.